# 壹電視

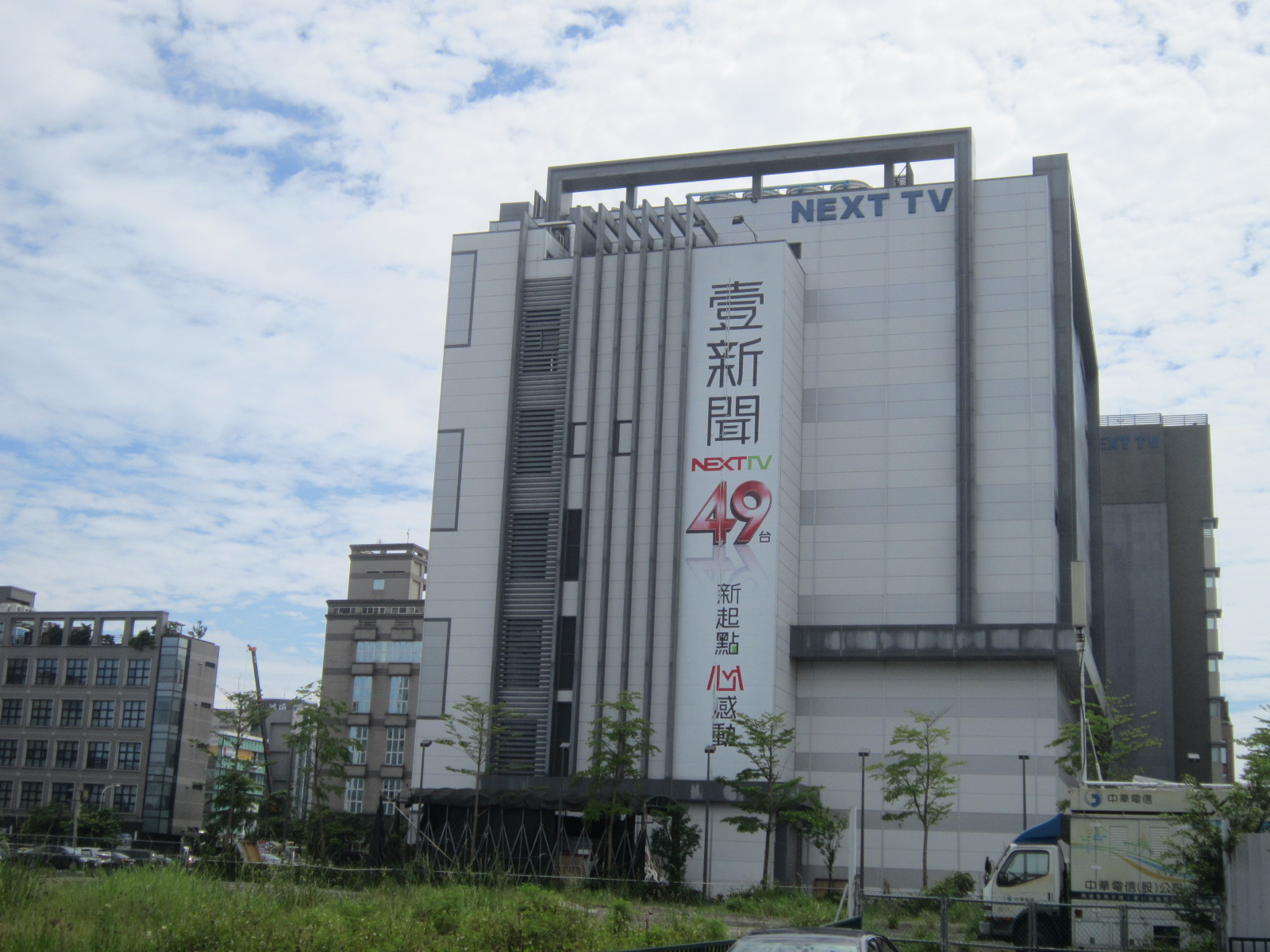
壹傳媒位於內湖的總部大樓2017-5

壹電視廣播股份有限公司（英語：Next TV，簡稱壹電視），是一家臺灣電視台，2010年12月28日正式開播，為台灣全國首家所有頻道正式全面提供「HD高畫質」播送的電視台，最初由壹傳媒創立，至2013年6月轉手年代集團經營。目前旗下頻道有新聞台、綜合台與電影台，其所有自製節目皆以高畫質（HD）拍攝、製作並播出。
轉手年代集團後，多次爆發勞資糾紛。同時也是全台灣第一家由工會合法取得罷工權的電視臺。

## 歷史沿革
- 2009年7月7日，壹傳媒傳訊網股份有限公司獲經濟部商業司核准設立，總部設於臺北市內湖區行愛路141巷38號（與《臺灣蘋果日報》總部相同），壹電視正式成立。
- 2009年8月13日：壹傳媒傳訊網向國家通訊傳播委員會（NCC）申請設立五個頻道，分別是新聞台、資訊綜合台、娛樂台、電影台和體育台。
- 2010年7月30日：壹電視在官方網站上開始試播。第一個播出的節目為一小時長的《晚間新聞》。
- 2010年12月28日：壹電視試播頻道正式更名為新聞台，綜合台正式開播，新增網樂通管道供觀眾收看。
- 2011年7月20日：壹傳媒主席黎智英親自赴NCC說明壹電視新聞台執照申請案並提出七大承諾，NCC有條件通過新聞台申請衛星廣播電視節目供應者執照案[2][3][4]。
- 2011年8月22日：財經台正式開播，可在官方網站或透過網樂通收看[5][6]。
- 2012年3月2日：壹電視財經台無預警停播，壹電視因「虧損」才停播。
- 2012年3月21日：壹電視全面更改各頻道識別台標，但各頻道的台標動畫不變。
- 2012年5月23日：NCC通過壹電視綜合台的卫星广播电视节目供应者执照申请。
- 2012年9月4日：壹傳媒在香港發出「自願公告」消息，已與台灣獨立第三方洽談台灣壹傳媒交易初步磋商[7]。
- 2012年10月1日：台灣壹傳媒分批裁員，其中壹多媒體娛樂裁撤204名，壹電視裁撤300名，共計504名[8]，並將造成財務壓力過大的網樂通於下午宣布當日起停止部分功能[9]，使用者無須繳回網樂通硬體設備[10][11]。黎智英以個人名義與年代電視董事長練台生簽訂壹電視經營權轉讓的合作備忘錄（MOU），預計於2013年1月1日生效[12]。
- 2012年10月3日：《自由時報》D6版報導，指稱「練台生僅要擴充設備，無意經營頻道，因此頻道事業將會收掉」，「與其手握賠錢頻道、還得支付壹新聞台龐大成本，練台生接手後將全面結束頻道業務，他想要的僅是壹電視最新的設備」[13]。同日下午，壹電視發布聲明，要求《自由時報》更正並道歉「《自由時報》上述報導所謂『練台生僅要擴充設備，無意經營頻道，因此頻道事業將會收掉』等內容，完全不正確，且未經查證。」[14]
- 2012年10月6日：壹電視宣布美洲台正式停播[15]。
- 2012年10月15日：向辜仲諒、王文淵與第三方新加坡私募基金（傳為蔡衍明）以175億買下壹傳媒集團在臺灣所有業務（含電視、報紙，但地上建物除外），雙方並已簽訂交易備忘錄（MOU）[16]。
- 2012年10月16日：香港壹傳媒有限公司公布，上午9時起在香港交易所暫停買賣，以待公告公司股價敏感資料[17]。
- 2012年10月17日：香港交易所公告，香港壹傳媒於15日與辜仲諒訂立意向書，分別以新臺幣160億元價格出售台灣「蘋果日報」、「爽報」及「壹週刊」等平面媒體，壹電視則以15億元賣出其中不包括辦公大樓及攝影棚，共計新臺幣175億元。先前與年代董事長練台生訂立的意向書，獲其諒解並在同意前提下已終止。[18]。
- 2012年11月14日：台塑集團總裁王文淵、中國信託慈善基金會董事長辜仲諒與旺旺中時媒體集團董事長蔡衍明[19]於台塑集團總部一起與壹傳媒高層主管見面。蔡衍明長子蔡紹中將離開《中國時報》，與台塑集團總管理處副總經理王瑞瑜共同接手經營《台灣蘋果日報》，並承諾經營時尊重專業經理人、不裁員、不介入新聞、不關說，迴避《蘋果》、《中時》市佔率超過三分之一的爭議。不少壹傳媒員工義憤填膺，不但氣憤收購台灣壹傳媒的資金確定來自蔡衍明，也氣憤集團高層在簽約前夕就急於向新老闆輸誠[20]。
- 2013年3月31日：壹電視電影台無預警停播。
- 2013年4月15日：年代集團董事長練台生再次以新台幣14億元買入壹電視，壹電視正式脫離壹傳媒、轉手年代集團[21]。
- 2013年4月30日：壹電視發布轉手年代集團以前的第一波裁員名單，解僱者與自願資遣者合計約270人，新聞部社會中心、新聞部國際中心幾乎全數組員都選擇離職[22]。
- 2013年5月31日：壹傳媒已經完成向練臺生轉讓壹電視55%股權，壹電視正式脫離壹傳媒、轉手年代集團[23]。
- 2013年6月1日：練台生收購壹電視案成交，壹電視新聞台最快六月中在有線電視第45頻道上頻[24]。

### 分家
- 2013年6月25日：壹電視刪除壹傳媒時期的紅色蘋果LOGO，更換成「壹電視 NEXTTV」字樣，正式和壹傳媒傳訊播放股份有限公司分家。
- 2013年7月1日：壹傳媒電視廣播股份有限公司更名為「壹電視廣播股份有限公司」[25]，但該集團尚未向中華民國內政部商業司進行更名，因此公司名稱依舊維持壹傳媒電視廣播股份有限公司。壹傳媒倫理委員會也更名為壹電視倫理委員會[26]。
- 2013年11月20日：NCC正式通過年代集團董事長練台生併購壹電視交易案，練台生並承諾將「壹電視」倫理委員會獨立運作、員工補實、「年代」與「壹電視」間彼此區隔、設立編採用獨立機制、維護新聞頻道外部多元性、以及設立涉己事件規範等六大承諾納入壹電視的營運規範接受NCC監督，練台生同時也承諾將盡力於2014年年底釋出民視新聞台、2015年底釋出三立新聞台的頻道代理權。
- 2013年12月30日：香港壹傳媒發出通告，表示收到中華民國經濟部投資審議委員會正式批准向練台生轉讓壹電視45%權益，交易已於今天完成，壹傳媒不再持有壹電視任何股份。[27]
- 2014年2月12日：NCC通過壹電視的董監事變更案，壹電視由練台生團隊正式入主，練台生擔任董事及董事長，練台生女兒練雨青擔任監察人[28]。
- 2014年2月25日：壹傳媒時期的壹電視綜合台、新聞台之台標、頻道名稱，改為「壹綜合」、「壹新聞」和「NEXT TV」。
- 2015年1月1日：壹電影第二次開播，重新改版，初期聯播香港now爆谷台，於部份有線電視上架。
- 2019年3月25日：中國電器公告，子公司中電開發以新台幣14.5億元向「香港商盛至有限公司」（隸屬於香港商壹本便利出版有限公司）購買台北市內湖區新湖二路146巷18號壹電視大樓D棟，投資目的為「出租增加收入」[29][30]。

### 違反相關法規紀錄
- 新聞台方面，在2009年12月9日被NCC以「使用動畫表現犯罪行為」等理由不予許可[31]。
- 綜合台方面，在2009年12月9日被NCC以「新聞動畫違反尺度」和等理由不予許可[32]。
- 娛樂台、體育台、和電影台方面，在2009年12月2日被以「資料不全」為由被暫緩審議，但壹電視在補件後，電影台和體育台分別在2010年3月31日和7月28日通過審核、獲得執照[33]。
- 年代入主後，多次違反勞動基準法被罰款[34]。
- 年代入主後，片面取消勞動節、災防假，引起壹電視工會強烈不滿。
- 臺北市104年5月5日公布違反勞動基準法：

⑴勞動基準法第24條：延長工作時間未依規定加給工資。
⑵勞動基準法第32條第2項：延長工作時間超過法令規定。
⑶勞動基準法第49條第5項：使勞工於妊娠期間於午後10時工作。

## 旗下電視頻道
壹電視旗下頻道大多取得廣播執照，僅壹商號未通過審核，至停播前僅能透過網樂通觀賞。另外，在綜合台的執照通過前，為加強節目在有線電視的曝光率，亦有節目在MTV台灣頻道與冠軍電視臺播出。此外，雖網樂通在2012年10月31日停止供應（含壹電視及壹商號頻道）即時影音等所有服務，但壹電視在其餘平台均正常播出與更新。

### 現有頻道
- 壹電視新聞台
- 壹電視綜合台
- 壹電視電影台

### 已停播頻道
- 壹電視財經台
- 壹電視美洲台
- 壹商號[註 1]

### 未開播頻道
- 壹電視體育台
- 壹電視美味台

註：
1. ↑  前稱壹購物、壹級購，於2012年4月17日更現名。

### 代埋頻道
- 台視綜合台（中華電信MOD）
- 台視新聞台（中華電信MOD）
- 台視財經台（中華電信MOD）[註 1]

註：
1. ↑  2017年7月15日，中華電信MOD系統公告，改由壹電視繼續提供播出。

## 壹電視工會
壹電視工會是壹電視勞方所組織的工會，全名壹傳媒電視廣播股份有限公司企業工會。2012年11月16日成立，現任理事長是鄭一平。

### 大事記
- 2012年11月16日，因台灣壹傳媒賣盤案成立，當時訴求為「保障工作權益」、「捍衛新聞自由」。當時工會成員仍有700多人。
- 2013年11月26日，與蘋果日報工會、壹週刊工會、爽報工會結盟，發起「守護蘋果之夜」活動。
- 2013年6月1日，壹電視出售案，與壹傳媒各工會分家，但工會全名不變。
- 2014年1月1日起，與新資方年代集團發生了一連串的勞資爭議。
- 2014年5月1日，進行爭議行為，訴求為「我不服，還我勞動節」。
- 2014年8月14日，工會進行投票，正式取得罷工權，也是全台灣第一家可以合法罷工的電視台。
- 2014年9月1日，到NCC門口前陳情抗議，並且召開《練台生跳票 NCC踹共》的記者會。
- 2015年4月17日，年代集團董事長練台生受文年代集團全體同仁於今年五月一日勞動節予以放假一日，壹電視公會隨即張貼至臉書粉絲專頁，並寫道：「在大家不屈不撓的堅持下，終於『還我勞動節』！」。

## 外部連結
- 壹電視官方網站（繁體中文）
- 壹電視新聞官方網站
- 壹綜合官方網站
- 壹電影官方網站
- 壹電視 Next TV的Facebook專頁
- YouTube上的壹電視 Next TV頻道